# Lista de episódios de K-On!
Esta é uma lista com os episódios do anime K-On!.
Primeira temporada [carece de fontes?]
| #   | Título original                | Título em português       | Data de exibição (Japão) |
| --- | ------------------------------ | ------------------------- | ------------------------ |
| 01  | "Haibu!" (廃部!)               | Clube Suspenso!           | 3 de abril de 2009       |
| 02  | "Gakki!" (楽器!)               | Instrumento!              | 10 de abril de 2009      |
| 03  | "Tokkun!" (特訓!)              | Treinamento!              | 17 de abril de 2009      |
| 04  | "Gasshuku!" (合宿!)            | Treinamento Especial!     | 24 de abril de 2009      |
| 05  | "Komon!" (顧問!)               | Assessora!                | 1 de maio de 2009        |
| 06  | "Gakuensai!" (学園祭!)         | Festival Escolar!         | 8 de maio de 2009        |
| 07  | "Kurisumasu!" (クリスマス!)    | Natal!                    | 15 de maio de 2009       |
| 08  | "Shinkan!" (新歓!)             | Novos Membros!            | 22 de maio de 2009       |
| 09  | "Shinnyū Buin!" (新入部員!)    | Membro Novo do Clube!     | 29 de maio de 2009       |
| 10  | "Mata Gasshuku!" (また合宿!)   | Outro Treino de Campo!    | 5 de junho de 2009       |
| 11  | "Pinchi!" (ピンチ!)            | Crise!                    | 12 de junho de 2009      |
| 12  | "Keion!" (軽音!)               | Música leve!              | 19 de junho de 2009      |
| 13  | "Fuyu no Hi!" (冬の日!)        | Dias de Inverno!          | 26 de junho de 2009      |
| OVA | "Raibu Hausu!" (ライブハウス!) | Casa de Shows! (Especial) | 27 de abril de 2010      |

Segunda temporada [carece de fontes?]
| #  | Título original                          | Título em português               | Data de exibição (Japão) |
| -- | ---------------------------------------- | --------------------------------- | ------------------------ |
| 01 | "Kō San!" (高3!)                         | Veteranas!                        | 7 de abril de 2010       |
| 02 | "Seiton!" (整頓!)                        | Limpeza!                          | 13 de abril de 2010      |
| 03 | "Doramā!" (ドラマー!)                    | Baterista!                        | 20 de abril de 2010      |
| 04 | "Shūgaku Ryokō!" (修学旅行!)             | Viagem Escolar!                   | 27 de abril de 2010      |
| 05 | "Orusuban!" (お留守番!)                  | Ficando Para Trás!                | 4 de maio de 2010        |
| 06 | "Tsuyu!" (梅雨!)                         | Estação Chuvosa!                  | 11 de maio de 2010       |
| 07 | "Ochakai!" (お茶会!)                     | Festa do Chá!                     | 18 de maio de 2010       |
| 08 | "Shinro!" (進路!)                        | O Futuro!                         | 25 de maio de 2010       |
| 09 | "Kimatsu Shiken!" (期末試験!)            | Exames Finais!                    | 1 de junho de 2010       |
| 10 | "Sensei!" (先生!)                        | Sensei!                           | 8 de junho de 2010       |
| 11 | "Atsui!" (暑い!)                         | Calor!                            | 15 de junho de 2010      |
| 12 | "Natsu Fesu!" (夏フェス!)                | Festival de Verão!                | 22 de junho de 2010      |
| 13 | "Zansho Mimai!" (残暑見舞い!)            | Passeio do Fim do Verão!          | 29 de junho de 2010      |
| 14 | "Kaki Kōshū!" (夏期講習!)                | Dias de Verão!                    | 6 de julho de 2010       |
| 15 | "Marason Taikai!" (マラソン大会!)        | Maratona!                         | 13 de julho de 2010      |
| 16 | "Senpai!" (先輩!)                        | Senpai!                           | 20 de julho de 2010      |
| 17 | "Bushitsu ga Nai!" (部室がない!)         | Sem Sala de Música!               | 27 de julho de 2010      |
| 18 | "Shuyaku!" (主役!)                       | Papel Principal!                  | 3 de agosto de 2010      |
| 19 | "Romi Juri!" (ロミジュリ!)               | Romeu e Julieta!                  | 10 de agosto de 2010     |
| 20 | "Mata Mata Gakuensai!" (またまた学園祭!) | Mais Uma Vez, O Festival Escolar! | 17 de agosto de 2010     |
| 21 | "Sotsugyō Arubamu!" (卒業アルバム!)      | Fotos de Formatura!               | 24 de agosto de 2010     |
| 22 | "Juken!" (受験!)                         | Exames!                           | 31 de agosto de 2010     |
| 23 | "Hōkago!" (放課後!)                      | Depois da escola!                 | 7 de setembro de 2010    |
| 24 | "Sotsugyōshiki!" (卒業式!)               | Formatura!                        | 14 de setembro de 2010   |
| 25 | "Kikaku Kaigi!" (企画会議!)              | Discussão de plano!               | 21 de setembro de 2010   |
| 26 | "Hōmon!" (訪問!)                         | Visita!                           | 28 de setembro de 2010   |
| 27 | "Keikaku" (計画)                         | Plano!                            | 16 de março de 2011      |